# Mylabris quadripunctata mesoasiatica
Mylabris quadripunctata mesoasiatica es una subespecie de coleóptero de la familia Meloidae.

## Distribución geográfica
Habita en Turquestán.